# Pampanga
La Pampanga es una provincia de Filipinas, localizada en Luzón Central. Su capital es San Fernando.

## Geografía

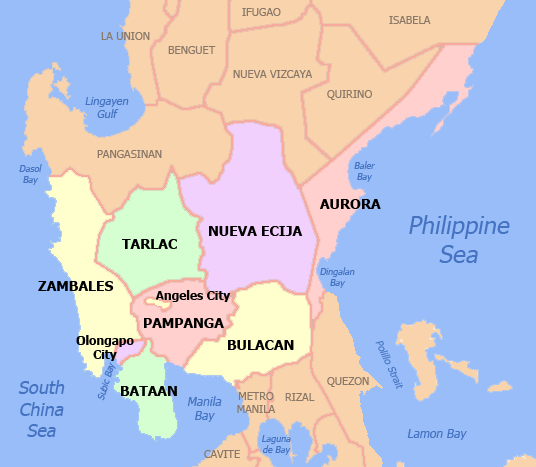
Situación de la provincia en la región

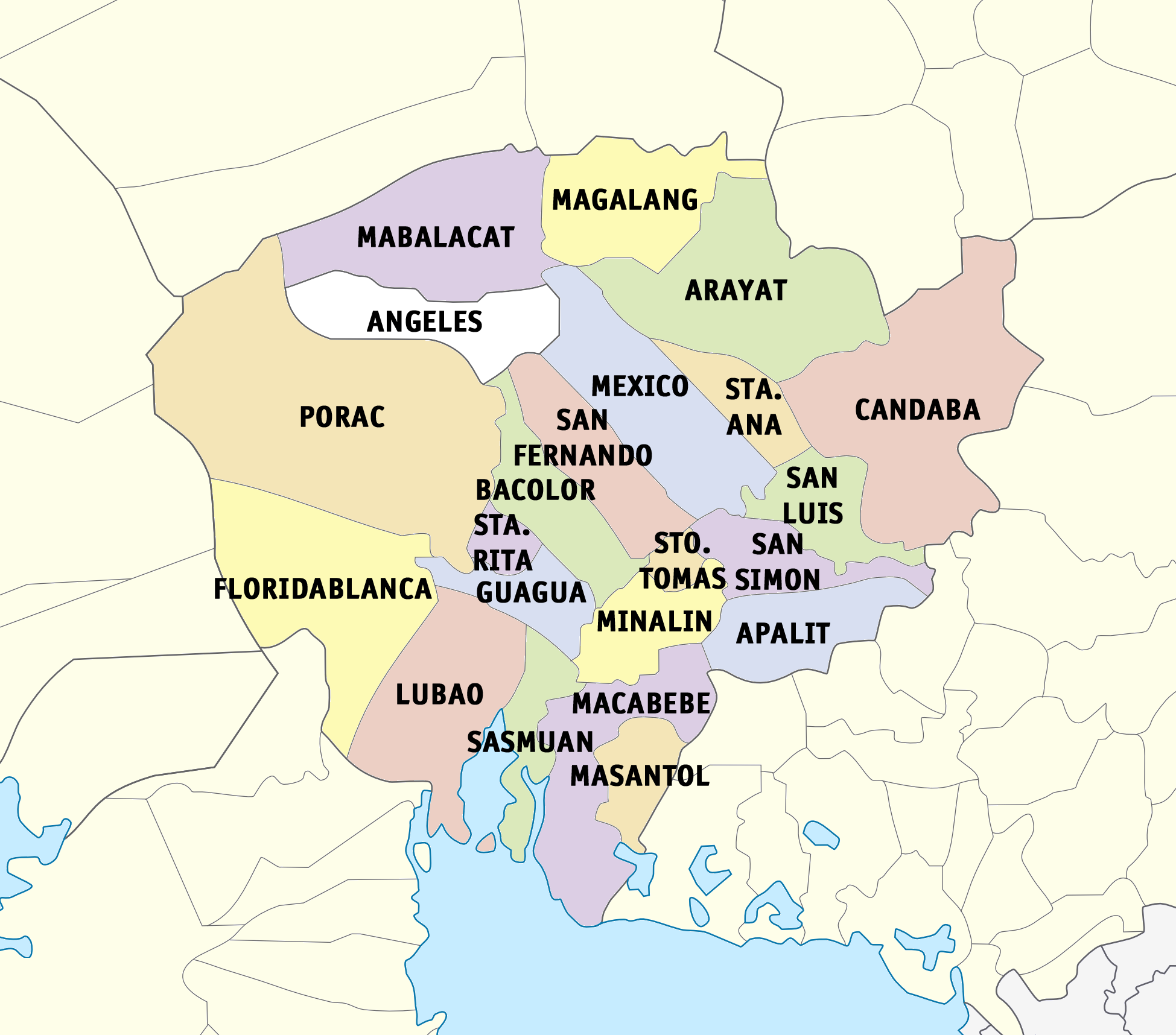
Mapa político de La Pampanga

Está situada esta provincia en el interior de la parte más ancha de la isla de Luzón, con frente a la bahía de Manila. Confina con las provincias de Bataan y Zambales al oeste, Tarlac y Nueva Écija al norte y Bulacán al sureste. La provincia está ubicada al norte de la bahía de Manila.
La provincia tiene una superficie de 2180.7 km², y registró una población de 1 882 730 habitantes, durante el censo de 2000. Se hablan varias lenguas, entre las más importantes están: pampango, tagalo, inglés y español.
En la Pampanga, se ubica el Aeropuerto Internacional "Diosdado Macapagal", en la base Clark a unos 16 km al norte de San Fernando.

### Clima
| Parámetros climáticos promedio de Pampanga | Parámetros climáticos promedio de Pampanga | Parámetros climáticos promedio de Pampanga | Parámetros climáticos promedio de Pampanga | Parámetros climáticos promedio de Pampanga | Parámetros climáticos promedio de Pampanga | Parámetros climáticos promedio de Pampanga | Parámetros climáticos promedio de Pampanga | Parámetros climáticos promedio de Pampanga | Parámetros climáticos promedio de Pampanga | Parámetros climáticos promedio de Pampanga | Parámetros climáticos promedio de Pampanga | Parámetros climáticos promedio de Pampanga | Parámetros climáticos promedio de Pampanga |
| Mes                                        | Ene.                                       | Feb.                                       | Mar.                                       | Abr.                                       | May.                                       | Jun.                                       | Jul.                                       | Ago.                                       | Sep.                                       | Oct.                                       | Nov.                                       | Dic.                                       | Anual                                      |
| ------------------------------------------ | ------------------------------------------ | ------------------------------------------ | ------------------------------------------ | ------------------------------------------ | ------------------------------------------ | ------------------------------------------ | ------------------------------------------ | ------------------------------------------ | ------------------------------------------ | ------------------------------------------ | ------------------------------------------ | ------------------------------------------ | ------------------------------------------ |
| Temp. máx. media (°C)                      | 30.5                                       | 31.5                                       | 33.1                                       | 34.5                                       | 34.0                                       | 32.6                                       | 32.0                                       | 31.2                                       | 31.4                                       | 31.6                                       | 31.4                                       | 30.5                                       | 32                                         |
| Temp. mín. media (°C)                      | 21.6                                       | 21.8                                       | 22.9                                       | 24.1                                       | 25.0                                       | 25.0                                       | 24.6                                       | 24.8                                       | 24.3                                       | 24.0                                       | 23.5                                       | 22.3                                       | 23.7                                       |
| Días de lluvias (≥ 1 mm)                   | 5                                          | 3                                          | 4                                          | 5                                          | 13                                         | 20                                         | 22                                         | 22                                         | 22                                         | 17                                         | 15                                         | 8                                          | 156                                        |
| Fuente: Storm247                           |                                            |                                            |                                            |                                            |                                            |                                            |                                            |                                            |                                            |                                            |                                            |                                            |                                            |

## División administrativa
Políticamente La Pampanga se divide en 19 municipios y 3 ciudades (Ciudad de Los Ángeles, Mabalacat y San Fernando). Cuenta con 538 barangayes. Consta de 4 distritos para las elecciones al Congreso.
| Ciudad/Municipio      | N.º de barangayes | Población (2010) | Área (km²) | Código    |
| --------------------- | ----------------- | ---------------- | ---------- | --------- |
| Ciudad de Los Ángeles | 33                | 326 336          | 60.27      | 035401000 |
| Apalit                | 12                | 101 537          | 61.47      | 035402000 |
| Arayat                | 30                | 121 348          | 134.48     | 035403000 |
| Bacolor               | 21                | 31 508           | 71.70      | 035404000 |
| Candaba               | 33                | 102 399          | 176.40     | 035405000 |
| Floridablanca         | 33                | 110 846          | 175.48     | 035406000 |
| Guagua                | 31                | 111 119          | 46.67      | 035407000 |
| Lubao                 | 44                | 150 843          | 155.77     | 035408000 |
| Mabalacat             | 27                | 215 610          | 83.18      | 035409000 |
| Macabebe              | 25                | 70 777           | 105.16     | 035410000 |
| Magalang              | 27                | 103 597          | 97.32      | 035411000 |
| Masantol              | 26                | 52 407           | 48.25      | 035412000 |
| México                | 46                | 146 815          | 117.41     | 035413000 |
| Minalin               | 15                | 44 001           | 48.27      | 035414000 |
| Porac                 | 29                | 111 441          | 314.00     | 035415000 |
| San Fernando          | 35                | 285 912          | 67.74      | 035416000 |
| San Luis              | 17                | 48 353           | 57.37      | 035417000 |
| San Simón             | 14                | 49 311           | 56.83      | 035418000 |
| Santa Ana             | 14                | 52 001           | 39.84      | 035419000 |
| Santa Rita            | 10                | 38 762           | 29.76      | 035420000 |
| Santo Tomás           | 7                 | 38 062           | 21.30      | 035421000 |
| Sasmuan (Sexmoan)     | 12                | 27 254           | 91.80      | 035422000 |

## Historia
Pampanga fue la primera provincia ocupada por los españoles en 1571. La Orden de San Agustín se establece en Candaba y Macabebe. Su nombre proviene del río Indung Kapampangan. El ámbito territorial correspondiente a la Alcaldía Mayor de La Pampanga comprendía parte de las provincias de Bataan, Bulacán, Nueva Écija, Pangasinan, Tarlac y Zambales. De este ámbito fueron segregándose:
- La Alcaldía Mayor de Bataán data de 1754, durante el mandato de Pedro Manuel de Arandía Santisteban, incorporando Abucay, Balanga, Dinalupihan, Llana Hermosa, Orani, Orión, Pilar y Sámal.
- En 1848 Aliaga, Cabiao, Gapan, San Antonio y San Isidro pasan a formar parte de la provincia de Nueva Écija, siendo gobernador Narciso Clavería Zaldúa.
- También en 1848, San Miguel de Mayumo se agrega a la provincia de Bulacán.
- En 1860 Bambán, Capas, Concepción, Victoria, Tarlac, Mabalacat, Magalang, Porac y Floridablanca pasan a formar parte de la  Comandancia Militar de Tarlac.
- En 1873 Mabalacat, Magalang, Porac y Floridablanca retornan a Pampanga.

- Bagac, Dinalupihan, Hermosa, Limay, Mariveles, Morong,  Orani, Orión
- Pilar
- Sámal